# 方松街道
方松街道，是上海市松江区下辖的一个乡镇级行政单位。2015年7月15日，上海市人民政府批复同意从方松街道析出建立广富林街道。并对方松街道行政区域范围作相应调整，其行政区域范围为：东至通波塘，西至油墩港，南至G60高速公路，北至文翔路。面积约14.76平方公里。方松街道办事处驻人民北路1111号。

## 行政区划
方松街道下辖以下居委会：
放生池社区、江虹社区、天乐社区、江中社区、绿庭苑社区、祥和社区、兰桥社区、鼎信社区、开元小区社区、世纪小区社区、檀香小区社区、建设社区、湖畔天地社区、紫东新苑社区、名庭花苑社区、海德名园社区、久阳文华社区、润峰苑社区、昌鑫花园社区、泰唔士小镇社区、原野社区、安琪花苑社区、华亭社区、珠江新城社区、月亮河社区、上泰绅苑社区、锦桂苑社区、英郡别苑社区、东鼎社区、阳光翠庭社区、浪琴水岸社区和德邑小城社区。

## 街道荣誉
2014年12月19日，方松街道被上海市绿化和市容管理局、上海市城乡建设和管理委员会、上海市绿化委员会办公室命名为“上海市园林街镇”。